# Вілла Медічі

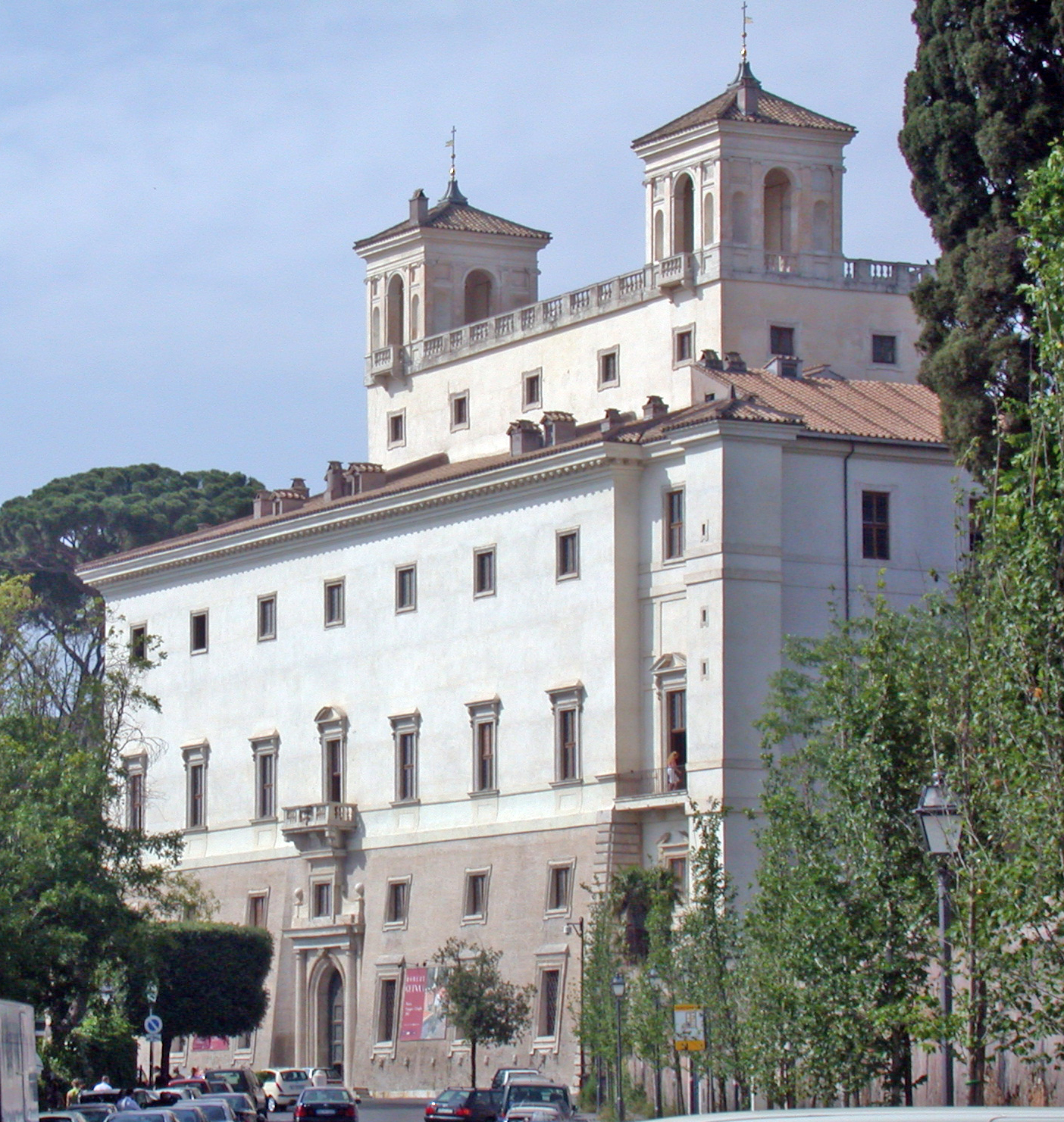
Вілла Медічі із сторони римської церкви Триніта деі Монті.

Вілла Медічі (італ. Villa Medici) займає схил римського пагорба  Пінціо нижче садів вілли Боргезе.

## Історія
В античності на цьому місці простягалися сади Луція Лукулла. Була тут і вілла, на якій померла імператриця Мессаліна — дружина імператора Клавдія. У середні віки вся територія була віддана під виноградники. У 1576 р. схил Пініціо придбав кардинал Фердинандо I Медічі (майбутній правитель Флоренції), який доручив Бартоломео Амманаті звести для себе віллу в модному тоді стилі маньєризму. Це був перший маєток родини Медічі на території Вічного міста.
Зі смертю останнього Медічі у 1737 році вілла перейшла у володіння Лотаринзької династії. Наполеон Бонапарт передав її Французькій академії в Римі, і відтоді там проживають отримувачі Римської премії. Це їхній гуртожиток і майстерні, а також офіс Французької академії.
Під час будівельних робіт було виявлено значну кількість античних старожитностей, які виставлені на території саду. Ще сто сімдесят античних статуй і фрагментів були придбані у римських аристократів кардиналом для декорування вілли. Найзначніші експонати — т. зв. «ваза Медічі» (I століття) виконана в традиції Праксітеля, статуя Венери Медічі (I століття до н. е.) — були в XVIII столітті перевезені в Уффіці (Флоренція), давши початок тамтешній збірці старожитностей.

## Галерея

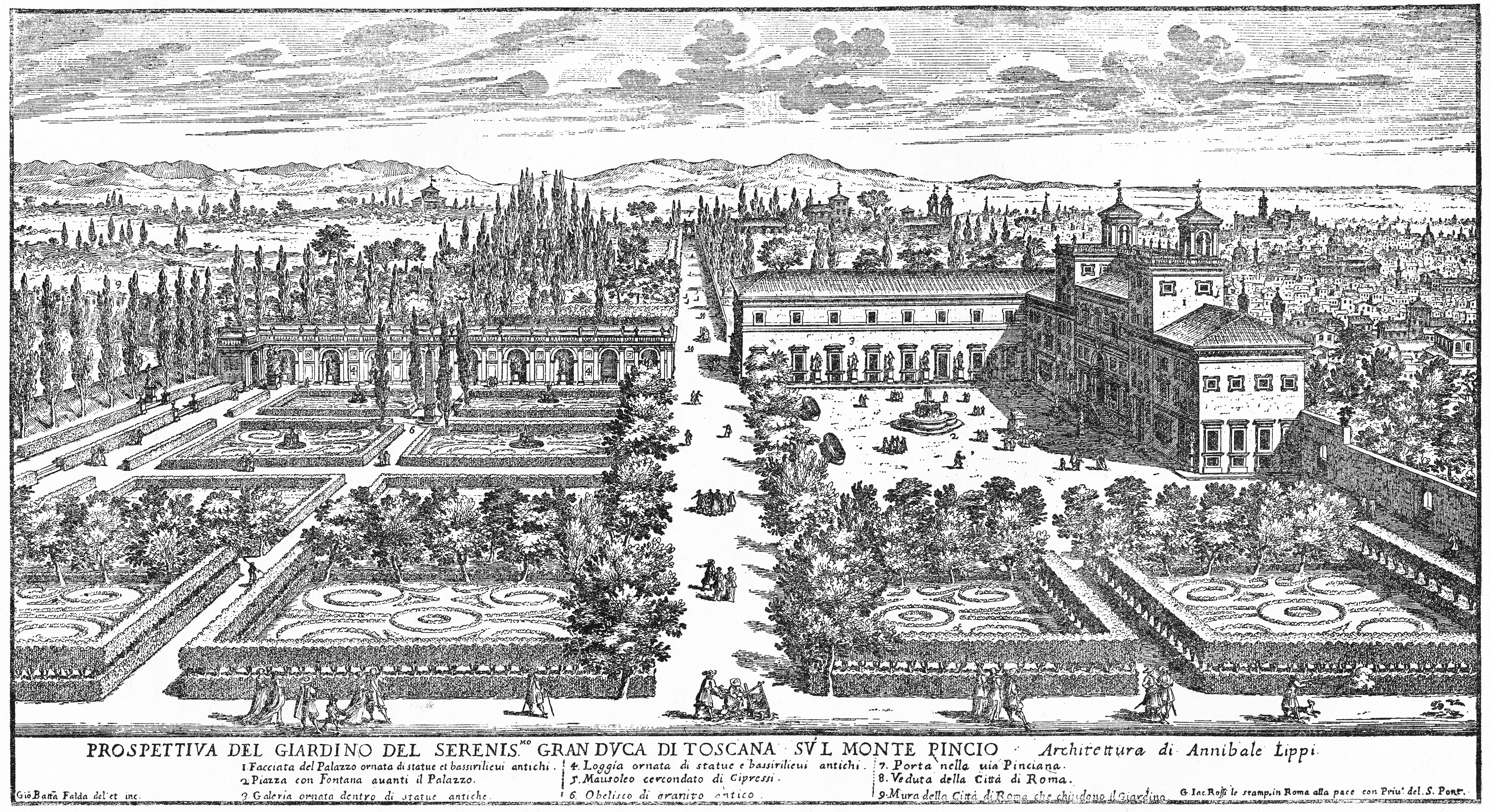
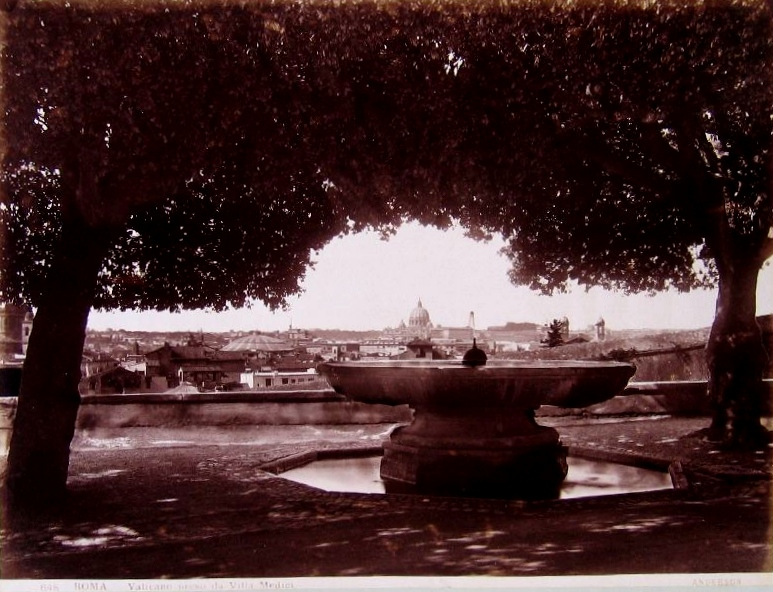
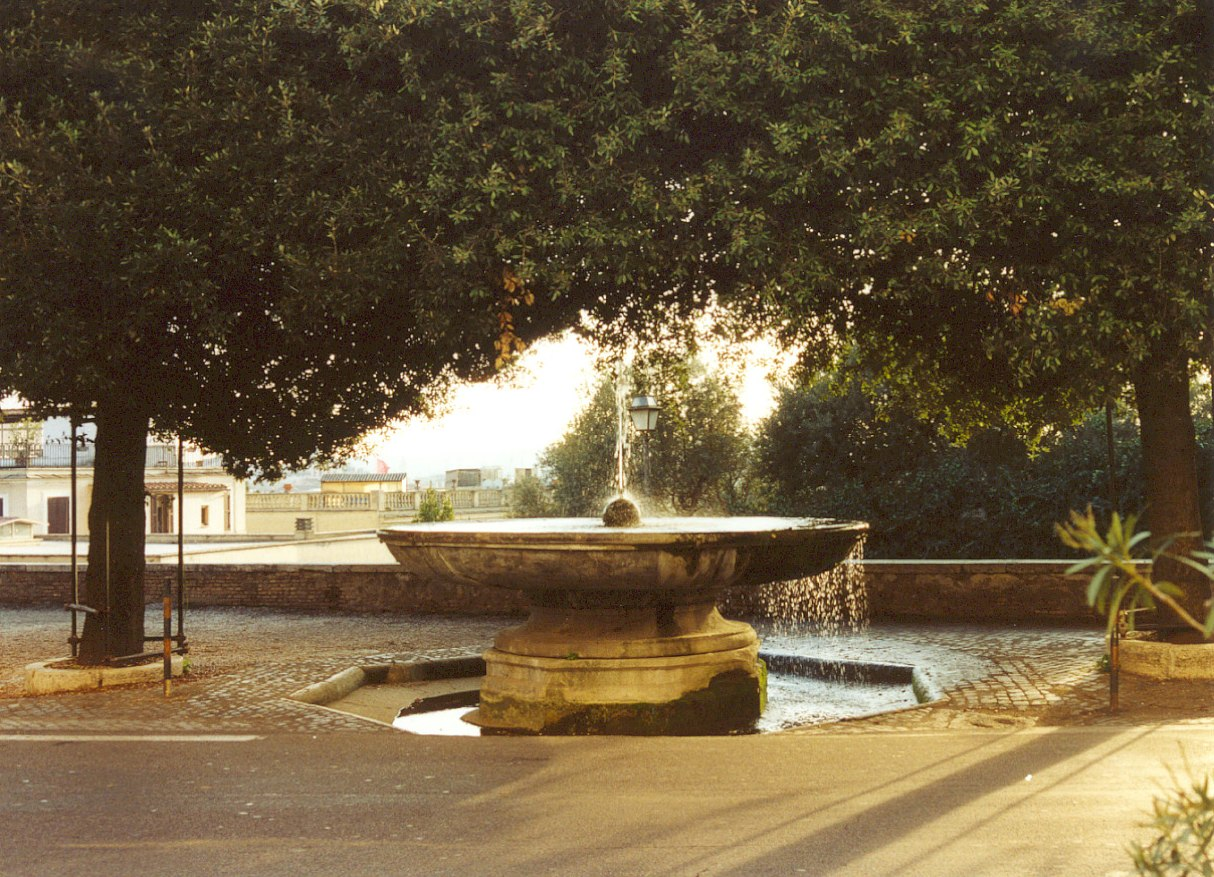
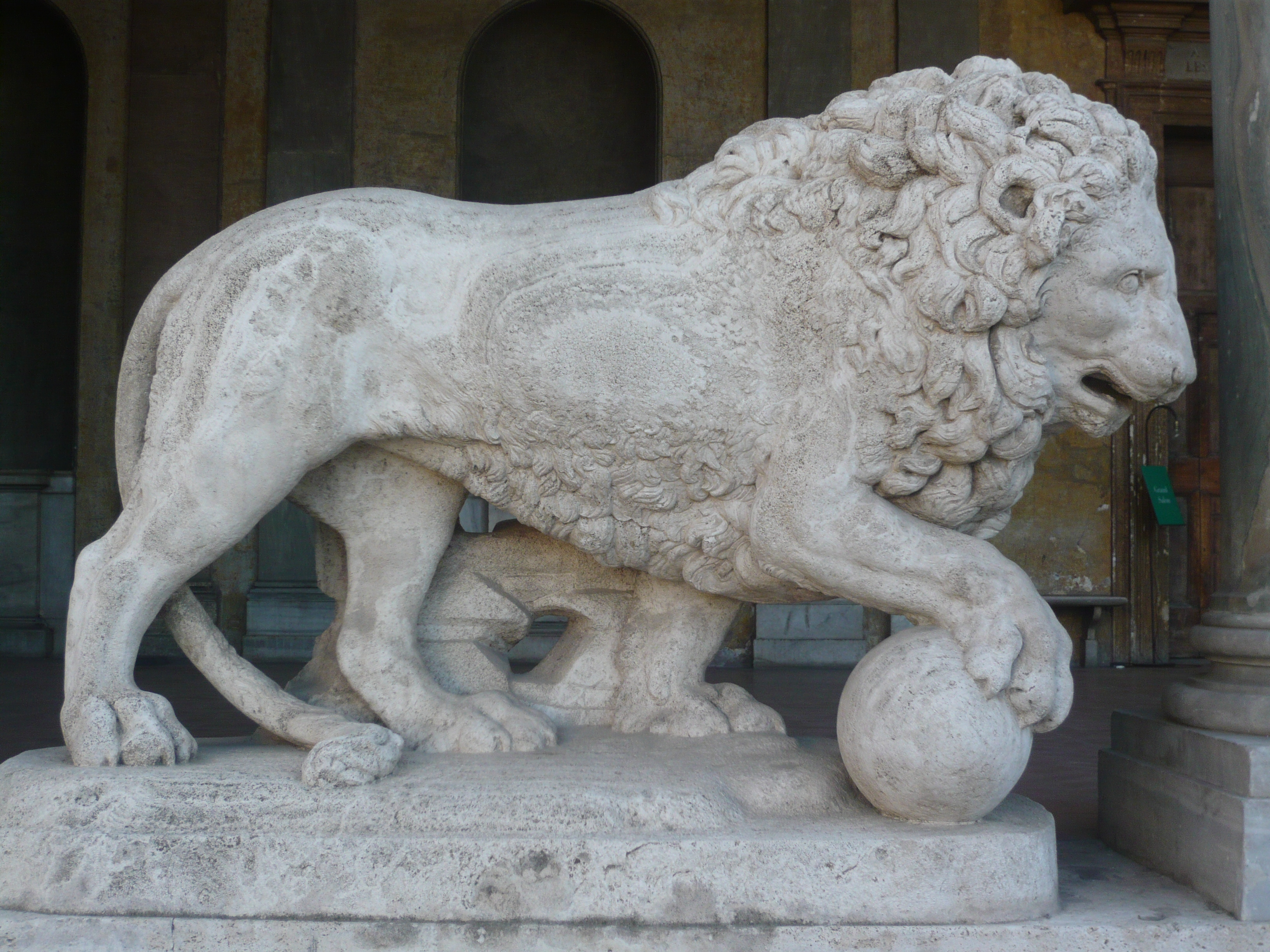
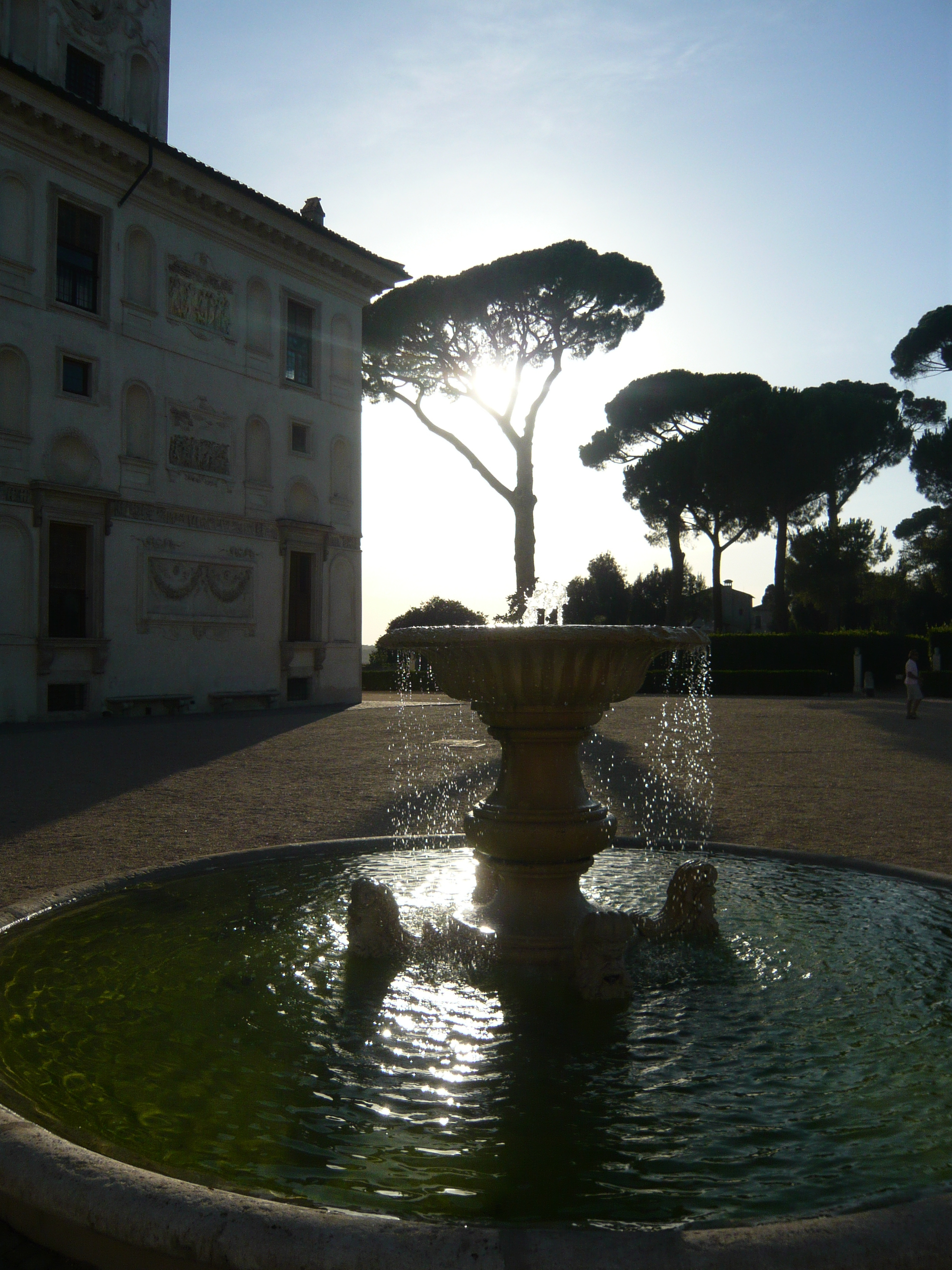
Фонтан
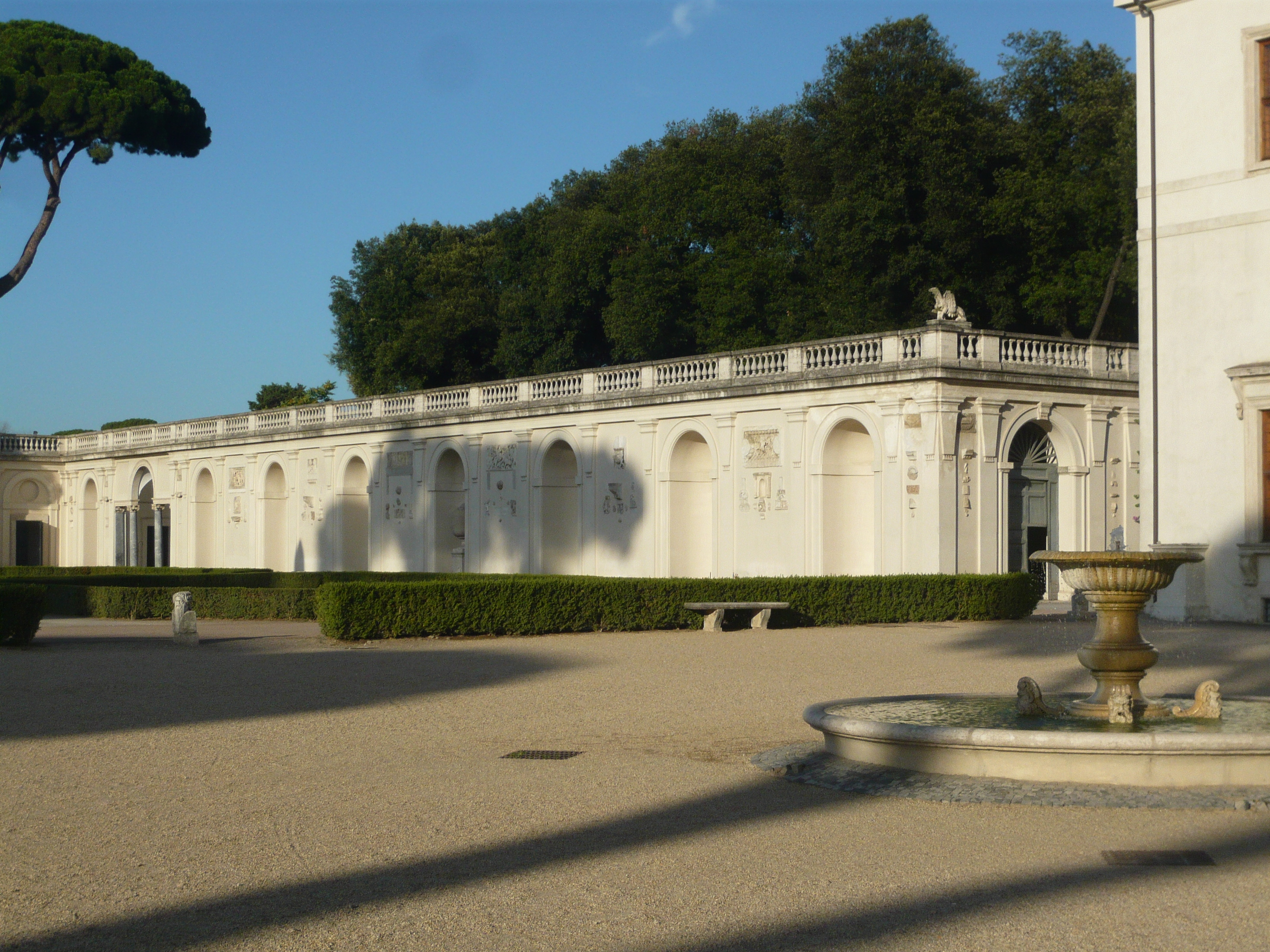
Тераса
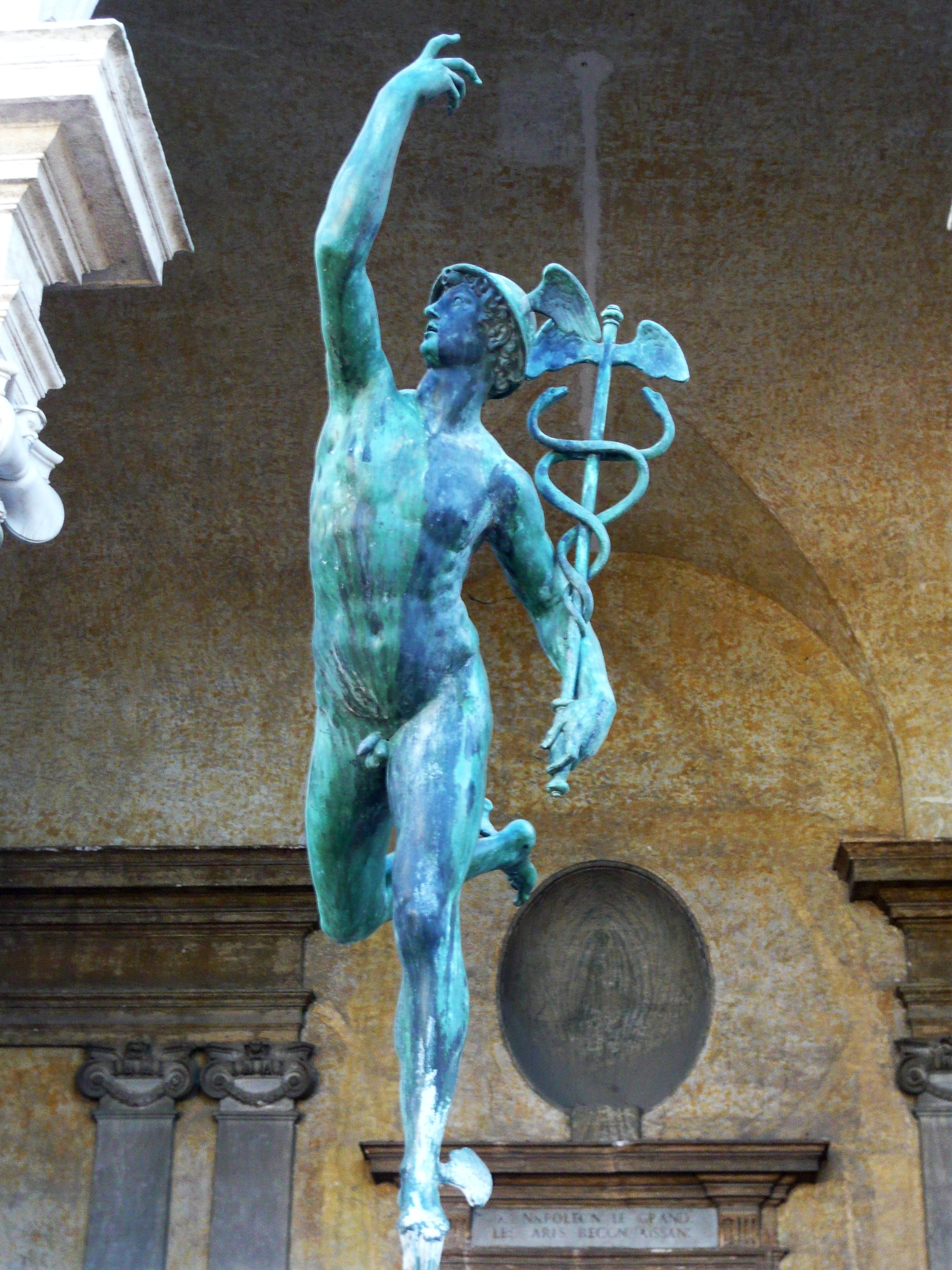
Фонтан Меркурія
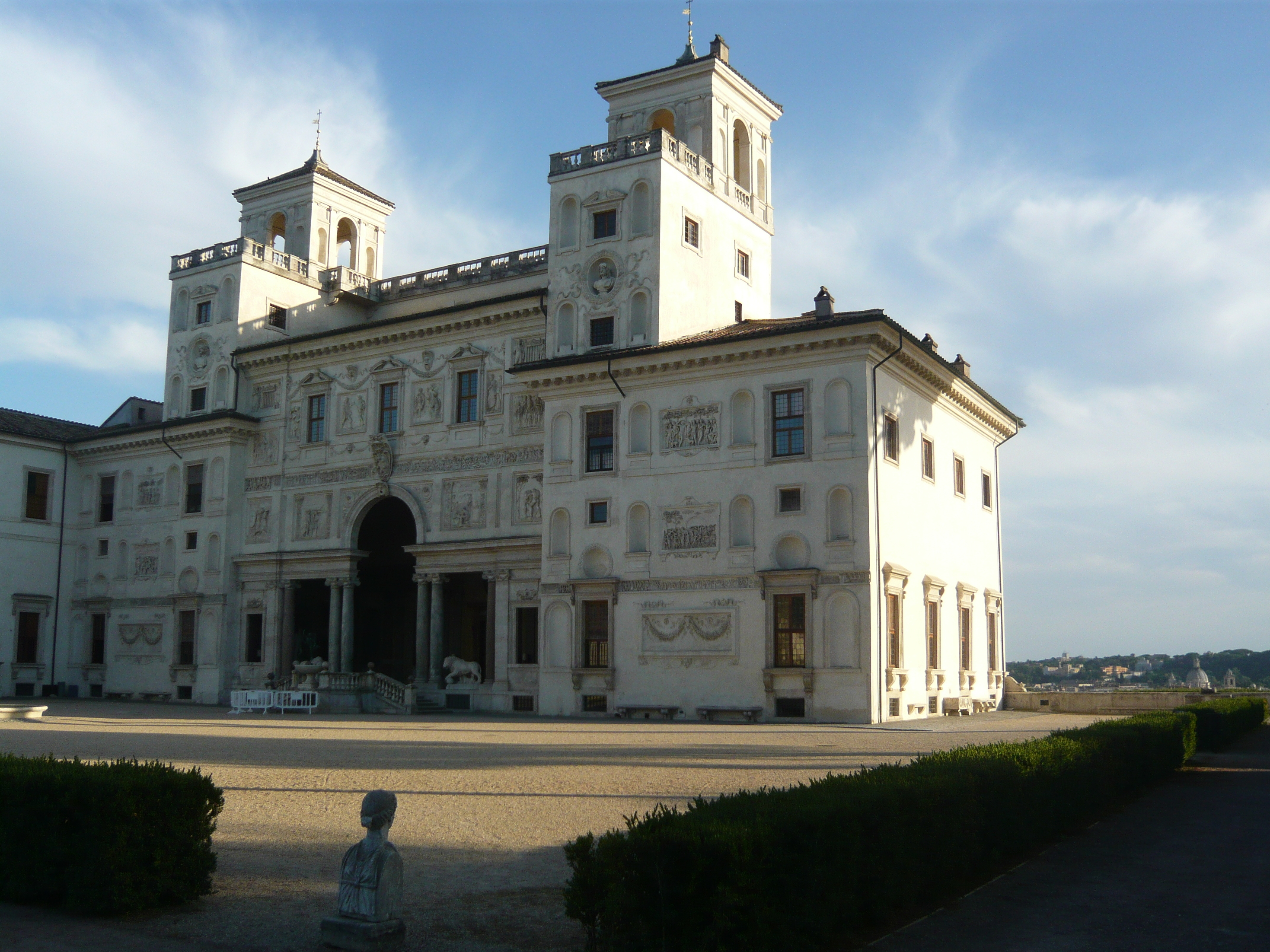
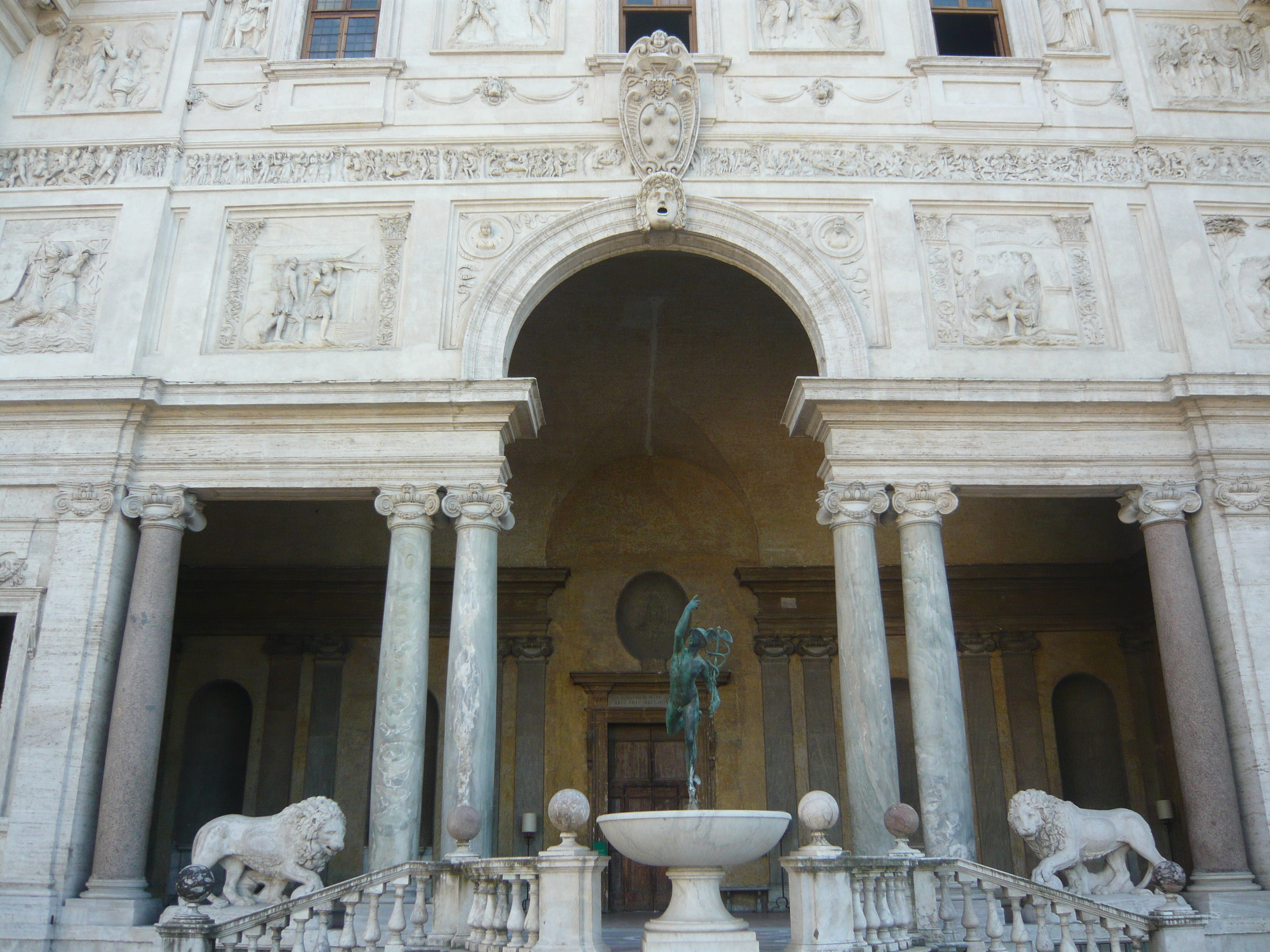
Фасад